# Kevin Begois
Kevin Begois (Antwerpen, 13 mei 1982) is een voormalig Belgische keeper in het betaalde voetbal. Tijdens zijn loopbaan als profvoetballer stond hij onder contract bij KV Mechelen, Roda JC, VVV-Venlo, Helmond Sport, FC Den Bosch, PEC Zwolle en FC Groningen.

## Loopbaan

### KV Mechelen
Begois begon zijn profcarrière bij het Belgische KV Mechelen. Hij debuteerde in het seizoen 2002/03, maar vertrok in januari van dat seizoen naar Roda JC. Hij werd gelijk uitgeleend aan VVV-Venlo uit Venlo, alwaar hij meer kans op een basisplaats had.

### Roda JC
Roda JC haalde Begois in 2003 naar Nederland. De Eredivisionist besloot hem per direct te verhuren aan streekgenoot VVV-Venlo.

### Verhuur aan VVV-Venlo
Bij VVV werkte Begois zich tot vaste waarde en hij speelde 89 competitiewedstrijden voor hij tijdens het seizoen 2005/06 naar Roda JC vertrok.

### Terugkeer bij Roda JC
Door een clausule in zijn contract kon Roda hem terughalen in geval van nood. Door een blessure van Bram Castro, 2e keeper bij Roda JC, werd deze optie gelicht. Veel speelminuten kreeg hij echter niet; slechts in 2 wedstrijden stond de Belg op het doel, daarna moest hij zijn plaats weer afstaan aan Vladan Kujović.

### Helmond Sport
In het seizoen 2006/07 kwam hij uit voor Helmond Sport, waar hij kon rekenen op een basisplaats.

### VVV-Venlo
In januari 2007 presenteerde VVV-Venlo Begois als nieuwe keeper voor de komende seizoenen. Daarmee keerde Begois terug in Venlo, na een afwezigheid van anderhalf jaar. Bij VVV tekende hij een contract voor 4 seizoenen. Tijdens het seizoen 2007-2008 is hij eerste doelman voor Danny Wintjens. Hij zou tweede keeper zijn tijdens het seizoen 2009-2010 maar werd hij eerste doelman vanwege de langdurige afwezigheid van Dennis Gentenaar. Gedurende het seizoen 2010-11 moest hij zijn plaats weer afstaan aan Gentenaar.

### FC Den Bosch
Nadat VVV-Venlo zijn diensten niet meer nodig had, tekende hij een eenjarig contract bij FC Den Bosch, met een optie voor een tweede seizoen.

### PEC Zwolle
Begois tekende op 5 juni 2013 een contract voor één jaar bij PEC Zwolle. Hij ging hier als tweede keeper fungeren achter Diederik Boer. Halverwege het seizoen werd zijn contract met één jaar verlengd, tot de zomer van 2015. Zwolle verlengde Begois' contract in februari 2015 opnieuw, nu tot medio 2016 met een optie voor nog een seizoen.

### FC Groningen
Op 1 juni 2017 werd bekend dat Begois een contract voor één seizoen had getekend bij FC Groningen, als tweede keeper achter Sergio Padt. Ook het seizoen daarop nam hij de rol van reserve doelman op zich, waarna hij in april 2019 bekendmaakte aan het einde van het lopende seizoen te stoppen als profvoetballer.

### PSV
Na afloop van zijn spelersloopbaan verkaste Begois naar PSV waar hij aan de slag ging als keeperstrainer van de jeugdopleiding. Na vijf jaar in de jeugdopleiding werkzaam te zijn geweest, ging Begois vanaf de zomer van 2024 aan de slag als keeperstrainer van het eerste elftal.

## Carrièrestatistieken
| Seizoen                     | Club              | Competitie      | Competitie | Competitie | Beker | Beker | Internationaal | Internationaal | Overig | Overig | Totaal | Totaal |
| Seizoen                     | Club              | Competitie      | Wed.       | Dlp.       | Wed.  | Dlp.  | Wed.           | Dlp.           | Wed.   | Dlp.   | Wed.   | Dlp.   |
| --------------------------- | ----------------- | --------------- | ---------- | ---------- | ----- | ----- | -------------- | -------------- | ------ | ------ | ------ | ------ |
| 2000/01                     | KV Mechelen       | Eerste klasse   | 0          | 0          | 0     | 0     | –              | –              | –      | –      | 0      | 0      |
| 2001/02                     | KV Mechelen       | Tweede klasse   | 0          | 0          | 0     | 0     | –              | –              | –      | –      | 0      | 0      |
| 2002/03                     | KV Mechelen       | Eerste klasse   | 5          | 0          | 0     | 0     | –              | –              | –      | –      | 5      | 0      |
| 2002/03                     | Roda JC           | Eredivisie      | 0          | 0          | 0     | 0     | –              | –              | –      | –      | 0      | 0      |
| 2002/03                     | → VVV-Venlo       | Eerste divisie  | 9          | 0          | 0     | 0     | –              | –              | 0      | 0      | 9      | 0      |
| 2003/04                     | → VVV-Venlo       | Eerste divisie  | 35         | 0          | 2     | 0     | –              | –              | 5      | 0      | 42     | 0      |
| 2004/05                     | → VVV-Venlo       | Eerste divisie  | 33         | 0          | 2     | 0     | –              | –              | 6      | 0      | 41     | 0      |
| 2005/06                     | → VVV-Venlo       | Eerste divisie  | 12         | 0          | 1     | 0     | –              | –              | 0      | 0      | 13     | 0      |
| 2005/06                     | Roda JC           | Eredivisie      | 2          | 0          | 1     | 0     | 0              | 0              | 0      | 0      | 3      | 0      |
| 2006/07                     | Helmond Sport     | Eerste divisie  | 28         | 0          | 0     | 0     | –              | –              | –      | –      | 28     | 0      |
| 2007/08                     | VVV-Venlo         | Eredivisie      | 13         | 0          | 1     | 0     | –              | –              | 3      | 0      | 17     | 0      |
| 2008/09                     | VVV-Venlo         | Eerste divisie  | 20         | 0          | 0     | 0     | –              | –              | –      | –      | 20     | 0      |
| 2009/10                     | VVV-Venlo         | Eerste divisie  | 20         | 0          | 2     | 0     | –              | –              | –      | –      | 22     | 0      |
| 2010/11                     | VVV-Venlo         | Eredivisie      | 15         | 0          | 0     | 0     | –              | –              | 0      | 0      | 15     | 0      |
| 2011/12                     | FC Den Bosch      | Eerste divisie  | 28         | 0          | 2     | 0     | –              | –              | 5      | 0      | 35     | 0      |
| 2012/13                     | FC Den Bosch      | Eerste divisie  | 27         | 0          | 2     | 0     | –              | –              | –      | –      | 29     | 0      |
| 2013/14                     | PEC Zwolle        | Eredivisie      | 14         | 0          | 2     | 0     | –              | –              | 0      | 0      | 16     | 0      |
| 2014/15                     | PEC Zwolle        | Eredivisie      | 0          | 0          | 0     | 0     | 0              | 0              | 0      | 0      | 0      | 0      |
| 2015/16                     | PEC Zwolle        | Eredivisie      | 16         | 0          | 0     | 0     | –              | –              | 1      | 0      | 17     | 0      |
| 2016/17                     | PEC Zwolle        | Eredivisie      | 0          | 0          | 0     | 0     | –              | –              | –      | –      | 0      | 0      |
| 2017/18                     | FC Groningen      | Eredivisie      | 0          | 0          | 0     | 0     | –              | –              | –      | –      | 0      | 0      |
| 2017/18                     | Jong FC Groningen | Derde divisie   | 2          | 0          | –     | –     | –              | –              | –      | –      | 2      | 0      |
| 2018/19                     | FC Groningen      | Eredivisie      | 0          | 0          | 0     | 0     | –              | –              | 0      | 0      | 0      | 0      |
| Carrière totaal             | Carrière totaal   | Carrière totaal | 279        | 0          | 15    | 0     | 0              | 0              | 20     | 0      | 314    | 0      |
| Bijgewerkt tot 10 juni 2019 |                   |                 |            |            |       |       |                |                |        |        |        |        |

## Erelijst

### MetVVV-Venlo
| Nationaal               |    |         |
| Kampioen Eerste divisie | 1x | 2008/09 |

### MetPEC Zwolle
| Competitie           | Winnaar | Winnaar | Runner-up | Runner-up |
| Competitie           | Aantal  | Jaren   | Aantal    | Jaren     |
| -------------------- | ------- | ------- | --------- | --------- |
| Nationaal            |         |         |           |           |
| Winnaar KNVB beker   | 1x      | 2013/14 | 1x        | 2014/15   |
| Johan Cruijff Schaal | 1x      | 2014    |           |           |